# Enzo Tchato
Enzo Tchato, né le 23 novembre 2002 à Montpellier en France, est un footballeur international camerounais qui joue au poste de défenseur droit au Montpellier HSC.

## Biographie

### En club
Montpellier HSC
Né à Montpellier en France, Enzo Tchato est formé par le club local du Montpellier HSC. Il joue son premier match en professionnel le 3 avril 2022, à l'occasion d'une rencontre de Ligue 1 face au Stade brestois 29. Il entre en jeu et son équipe s'incline par deux buts à un. Le 23 mai 2022 il signe son premier contrat professionnel,.
Il connait sa première titularisation le 7 août 2022, lors de la première journée de la saison 2022-2023 contre l'ES Troyes AC, où il est positionné arrière droit. Son équipe l'emporte par trois buts à deux ce jour-là,. Le 15 août 2022, Tchato inscrit son premier but en professionnel lors d'une rencontre de championnat face au Paris Saint-Germain. Titularisé ce jour-là, il ne peut toutefois éviter la défaite de son équipe par cinq buts à deux,.
Le 25 mai 2023, un an et deux jours après avoir signé son premier contrat professionnel, Enzo Tchato prolonge son contrat avec le MHSC jusqu’en juin 2025. Le club héraultais annonce une nouvelle prolongation de son contrat le 28 mai 2024.

### En sélection
Enzo Tchato est éligible pour représenter la France ou le Cameroun en sélection, mais fait le choix de représenter la sélection camerounaise.
Il honore sa première sélection avec l'équipe nationale du Cameroun le 23 septembre 2022, lors d'un match face à l'Ouzbékistan. Il est titularisé et son équipe s'incline (0-2).
Le 28 décembre 2023, il est retenu dans la liste des vingt-sept joueurs camerounais sélectionnés par Rigobert Song pour disputer la Coupe d'Afrique des nations 2023. Pour le deuxième match de groupe face au Sénégal le 19 Janvier 2024, Enzo Tchato est titulaire pour la première fois en match officiel avec le Cameroun. Mais son équipe est battue par trois buts à un. Tchato est de nouveau titularisé lors du match suivant, le 23 janvier contre la Gambie. Son équipe s'impose cette fois par trois buts à deux.

## Statistiques
| Saison                | Club                  | Championnat           | Championnat | Championnat | Championnat | Coupe(s) nationale(s) | Coupe(s) nationale(s) | Coupe(s) nationale(s) | Supercoupe | Supercoupe | Supercoupe | Compétition(s) continentale(s) | Compétition(s) continentale(s) | Compétition(s) continentale(s) | Compétition(s) continentale(s) | Cameroun | Cameroun | Cameroun | Total | Total | Total |
| Saison                | Club                  | Division              | M.          | B.          | P.d.        | M.                    | B.                    | P.d.                  | M.         | B.         | P.d.       | Comp.                          | M.                             | B.                             | P.d.                           | M.       | B.       | P.d.     | M.    | B.    | P.d.  |
| 2021-2022             | Montpellier HSC       | Ligue 1               | 1           | 0           | 0           | -                     | -                     | -                     | -          | -          | -          | -                              | -                              | -                              | -                              | -        | -        | -        | 1     | 0     | 0     |
| 2022-2023             | Montpellier HSC       | Ligue 1               | 21          | 1           | 1           | 1                     | 0                     | 0                     | -          | -          | -          | -                              | -                              | -                              | -                              | 1        | 0        | 0        | 23    | 1     | 1     |
| 2023-2024             | Montpellier HSC       | Ligue 1               | 17          | 0           | 0           | -                     | -                     | -                     | -          | -          | -          | -                              | -                              | -                              | -                              | 3        | 0        | 0        | 20    | 0     | 0     |
| 2024-2025             | Montpellier HSC       | Ligue 1               | 22          | 0           | 0           | -                     | -                     | -                     | -          | -          | -          | -                              | -                              | -                              | -                              | 0        | 0        | 0        | 22    | 0     | 0     |
| Total sur la carrière | Total sur la carrière | Total sur la carrière | 61          | 1           | 1           | 1                     | 0                     | 0                     | -          | -          | -          | -                              | 0                              | 0                              | 0                              | 4        | 0        | 0        | 66    | 1     | 1     |

## Vie privée
Enzo Tchato est le fils de l'ancien international camerounais Bill Tchato, qui a également joué pour le Montpellier HSC et également le frère de Ryan Tchato,.